# 直言三段论
直言三段论是所有前提都是直言命题的演绎推理。前兩個命題被分别称为大前提和小前提。如果這個三段論是有效的，這兩個前提邏輯上蕴涵了最後的命題，它叫做結論。結論的真實性建立在前提的真實性和它們之間的聯繫之上：中項在前提中必須周延（distribute）至少一次，形成在結論中的主詞和謂词之間的連接。例如：

所有生物都會死。
所有人都是生物。
所以，所有人都會死。

這裡的中項“生物”在大前提中周延，大項“會死者”在大前提和結論中都不周延，小項“人”在小前提和結論中周延；這個三段論符合周延規則：中項至少在一個前提中周延。一些直言三段論不是有效的，例如：

所有鳥都有翅膀。
所有人都不是鳥。
所以，没有人有翅膀。

即使此例子的兩個前提和結論都是正確的，中項“鳥”在大前提和小前提中周延，大項“有翅膀”在結論中周延，小項“人”在小前提和結論中周延；此三段論卻是一種大項不當謬誤，將結論“沒有人有翅膀”理解為同樣表達的“所有人沒有翅膀”如此一來方便了解其中的谬误；此三段論不有效的原因是它不符合另一個周延規則：在結論中周延的詞項，在前提中也必須周延。在該三段論中大項“有翅膀”在結論被否定了，也就是說表達了人沒有“有翅膀”，大項在此周延，但在大前提中未周延，因為在大前提中“有翅膀”並沒有涉及該項的所有個體。

## 语气和格式
三段論有如下典型形式：
大前提：所有M是P。
小前提：所有S是M。
結論：所有S是P。

對立四邊形圖，揭示傳統邏輯四種命題語氣的關係，紅色表示非空，黑色表示空。

其中S代表結論的主詞（Subject），P代表結論的謂詞（Predicate），M代表中詞（Middle）。
三段論的命題可分為全称（universal）、特称（particular），及肯定、否定，組合起來有以下四類語氣（Mood）：
| 類型       | 代號     | 形式       | 範例             |
| ---------- | -------- | ---------- | ---------------- |
| 全稱肯定型 | A（SaP） | 所有S是P   | 所有人是會死的   |
| 全稱否定型 | E（SeP） | 沒有S是P   | 沒有人是完美的   |
| 特稱肯定型 | I（SiP） | 有些S是P   | 有些人是健康的   |
| 特稱否定型 | O（SoP） | 有些S不是P | 有些人不是健康的 |
三段論中，結論中的謂詞稱作大詞（P，或稱大項），包含大詞在內的前提稱作大前提；結論中的主詞稱作小詞（S，或稱小項），包含小詞在內的前提稱作小前提；沒有出現在結論，卻在兩個前提重複出現的稱作中詞（M，或稱中項）。大詞、中詞、小詞依不同排列方式，可分成四種格（Figure）：
|        | 第1格 | 第2格 | 第3格 | 第4格 |
| ------ | ----- | ----- | ----- | ----- |
| 大前提 | M-P   | P-M   | M-P   | P-M   |
| 小前提 | S-M   | S-M   | M-S   | M-S   |
| 結論   | S-P   | S-P   | S-P   | S-P   |
將以上整合在一起，三段論的大前提、小前提、結論分別可為A、E、I、O型命題之一，又可分為4格，故總共有256種三段論（若考慮大前提與小前提對調，便有512種，但邏輯上是相同的）。
三段論依語氣與格的分類縮寫，例如AAA-1（也可以寫成1-AAA）代表「大前提為A型，小前提為A型，結論為A型，第1格」的三段論。
此外，三段論的四種格之间可相互转换：
- 第1格：对换大前提的主词和谓词的位置就变成第2格，对换小前提的主词和谓词的位置就变成第3格。
- 第2格：对换大前提的主词和谓词的位置就变成第1格，对换小前提的主词和谓词的位置就变成第4格。
- 第3格：对换大前提的主词和谓词的位置就变成第4格，对换小前提的主词和谓词的位置就变成第1格。
- 第4格：对换大前提的主词和谓词的位置就变成第3格，对换小前提的主词和谓词的位置就变成第2格。

E和I命题对换主词和谓词的位置而保持同原命题等价。A命题和O命题不能对换主词和谓词的位置，但是可以采用直接推理中的“对置法”。A命题还可以在确实主词有元素存在的前提下，转换成弱于原命题的I命题后再对换主词和谓词的位置。

## 有效性
考虑各种直言三段论的有效性將是非常冗长耗時的。前人想出了三个可供选择的方法来找出有效性。方法之一是记住下一章节中列出的所有論式。
還可以通过构造文氏图的方法得到有效形式。因为有三种项，文氏图需要三个交叠的圓圈来表示每一个类。首先，为小项构造一个圓圈。临近小项的圓圈的是同小項有着交叠的大项的圓圈。在这两个圓圈之上是中项的圓圈。它应当在三个位置有着交叠：大项，小项和大项与小项交叠的地方。一個三段论是有效的，其必然条件是通过图解两个前提得出结论的真实性。永不图解结论，因为结论必须从前提推导出来。总是首先图解全称命题。这是通过对一个类在另一个类中没有成员的区域加黑影来实现的。所以在前面例子的AAA-1形式中大前提“所有M是P”中，对M不与P交叠的所有区域加黑影，包括M与S交叠的部分。接着对小前提重复同样的过程。从这两个前提中可推导出在类S中所有成员也是类P的成员。但是，不能推出类P的所有成员都是类S的成员。

作为文氏圖方法的另一个例子，考虑形式EIO-1的三段论。它的大前提是“没有M是P”，它的小前提是“有些S是M”，它的结论是“有些S不是P”。这个三段论的大项是P，它的小项是S，它的中项是M。大前提在图中通过对交集M ∩ P加阴影表示。小前提不能通过对任何区域加黑影表示。转而，我们可以在交集S ∩ M的非黑影部分使用x符号来表示“有些S是M”。（注意：黑影区域和存在量化区域是互斥的）。接着因为存在符号位于S内但在P外，所以结论“存在一些S不是P”是正确的。

本文最後一節列出了所有24個有效論式的文氏圖。
最后一种方法是记住下面非形式表述的幾條规则以避免謬論。尽管文氏图对于诠释目的是好工具，有人更喜欢用這些规则来检验有效性。
基本規則：
1. 結論中周延的詞必須在前提中周延（謬誤：大詞不當、小詞不當）。
2. 中詞必須周延至少一次（謬誤：中詞不周延）。
3. 結論中否定命題的數目必須和前提中否定命題的數目相等：
  1. 二前提皆肯定，則結論必須為肯定（謬誤：肯定前提推得否定結論）。
  2. 一前提是否定，則結論必須為否定（謬誤：否定前提推得肯定結論）。
  3. 二前提皆否定，則三段論必無效（謬誤：排它前提謬誤）。
4. 結論中特稱命題的數目必須和前提中特稱命題的數目相等：
  1. 二前提皆全稱，則結論必須為全稱。
  2. 一前提是特稱，則結論必須為特稱。
  3. 二前提皆特稱，則三段論必無效。

若一個三段論式滿足以上的所有規則，就必定有效。
其他檢查：
- 如果語境上不能假設所有提及的集合非空，部分推論將會無效（謬誤：存在謬誤）。
- 必須包含嚴格的三個詞，不多不少。且須注意所有關鍵詞和結構的語義是否一致（謬誤：四詞謬誤、歧義謬誤）。

### 有效三段論式
唯有第一格的所有有效三段論式的結論涵蓋了A、E、I、O全部四種命題，第二格的所有有效三段論式皆為否定結論（E或O），第三格的所有有效三段論式皆為特稱結論（I或O），第四格的所有有效三段論式皆為否定結論或特稱結論（E、I或O）。下面表格中加下劃線者必須假設所有提及的集合非空才有效。
| 第1格 | 第2格 | 第3格 | 第4格 |
| ----- | ----- | ----- | ----- |
| AAA   | AEE   | AI    | AAI   |
| EAE   | EAE   | EAO   | EAO   |
| AII   | AOO   | AII   | AEE   |
| EIO   | EIO   | EIO   | EIO   |
| AAI   | AEO   | IAI   | IAI   |
| EAO   | EAO   | OAO   | AEO   |
在全部256種三段論式中，有24種有效，但是如果不能確定所有提及的集合為非空，則只有15種有效。

### 常犯的無效三段論式
```
1-AEE, 1-AEO, 1-EEA, 1-EEE, 1-EEI, 1-AIA, 1-IAA, 1-IAI, 1-III, 1-AOO, 1-OAO, 1-IEO
2-AAA, 2-AAI, 2-AII, 2-IAI, 2-OAO, 2-IEO, 2-EOI, 2-OEI, 2-IOO, 2-OIO
3-AAA, 3-AEE, 3-EAE, 3-AEO, 3-AOO, 3-AIA, 3-IAA, 3-III, 3-EOI, 3-OEI, 3-IEO
4-AAA, 4-EAE, 4-AII, 4-IEO
```

## 三段论式列表
总共有19个有效的论式，算结论弱化（全称弱化为特称）的5个论式則為24個有效论式，其中每一格刚好各有6個有效论式。為便於記憶，中世纪的学者將這些有效論式分別取了對應的拉丁語名字，每個名字的加了下劃線的元音即是對應的語氣：
| 第1格    | 第2格     | 第3格    | 第4格    |
| -------- | --------- | -------- | -------- |
| Barbara  | Camestres | Darapti  | Bamalip  |
| Celarent | Cesare    | Felapton | Fesapo   |
| Darii    | Baroco    | Datisi   | Calemes  |
| Ferio    | Festino   | Ferison  | Fresison |
| Barbari  | Camestros | Disamis  | Dimaris  |
| Celaront | Cesaro    | Bocardo  | Calemos  |

### 经典三段论式
下面列出的是亚里士多德的《前分析篇》中关于前3个格的14个三段论式。

#### 第1格
- AAA（Barbara）

 所有M是P。

 所有S是M。

∴所有S是P。
{\displaystyle {\cfrac {\forall x(M(x)\rightarrow P(x))\qquad \forall x(S(x)\rightarrow M(x))}{\forall x(S(x)\rightarrow P(x))}}}
- EAE（Celarent）

 没有M是P。

 所有S是M。

∴没有S是P。
{\displaystyle {\cfrac {\forall x(M(x)\rightarrow \lnot P(x))\quad \forall x(S(x)\rightarrow M(x))}{\forall x(S(x)\rightarrow \lnot P(x))}}}
- AII（Darii）

 所有M是P。

 有些S是M。

∴有些S是P。
{\displaystyle {\cfrac {\forall x(M(x)\rightarrow P(x))\qquad \exists x(S(x)\land M(x))}{\exists x(S(x)\land P(x))}}}
- EIO（Ferio）

 没有M是P。

 有些S是M。

∴有些S不是P。
{\displaystyle {\cfrac {\forall x(M(x)\rightarrow \lnot P(x))\quad \exists x(S(x)\land M(x))}{\exists x(S(x)\land \lnot P(x))}}}

#### 第2格
- AEE（Camestres）

 所有P是M。

 没有S是M。

∴没有S是P。
{\displaystyle {\cfrac {\cfrac {{\begin{matrix}\quad \\\forall x(P(x)\rightarrow M(x))\end{matrix}}\qquad {\cfrac {\forall x(S(x)\rightarrow \lnot M(x))}{\forall x(M(x)\rightarrow \lnot S(x))}}}{\forall x(M(x)\rightarrow \lnot S(x))\qquad \forall x(P(x)\rightarrow M(x))}}{\cfrac {\forall x(P(x)\rightarrow \lnot S(x))}{\forall x(S(x)\rightarrow \lnot P(x))}}}}
（AEE-2是AEE-4的等价形式。这种形式还有其他推导方法。）
- EAE（Cesare）

 没有P是M。

 所有S是M。

∴没有S是P。
{\displaystyle {\cfrac {{\cfrac {\forall x(P(x)\rightarrow \lnot M(x))}{\forall x(M(x)\rightarrow \lnot P(x))}}\qquad {\begin{matrix}\quad \\\forall x(S(x)\rightarrow M(x))\end{matrix}}}{\forall x(S(x)\rightarrow \lnot P(x))}}}
（EAE-2是EAE-1的等价形式。）
- AOO（Baroco）

 所有P是M。

 有些S不是M。

∴有些S不是P。
{\displaystyle {\cfrac {{\cfrac {\cfrac {\forall x(P(x)\rightarrow M(x))}{\forall x(P(x)\rightarrow \lnot (\lnot M(x)))}}{\forall x((\lnot M(x))\rightarrow \lnot P(x))}}\quad {\cfrac {\exists x(S(x)\land \lnot M(x))}{\exists x(S(x)\land (\lnot M(x)))}}}{\exists x(S(x)\land \lnot P(x))}}}
（这种形式还有其他推导方法。）
- EIO（Festino）

 没有P是M。

 有些S是M。

∴有些S不是P。
{\displaystyle {\cfrac {{\cfrac {\forall x(P(x)\rightarrow \lnot M(x))}{\forall x(M(x)\rightarrow \lnot P(x))}}\qquad {\begin{matrix}\quad \\\exists x(S(x)\land M(x))\end{matrix}}}{\exists x(S(x)\land \lnot P(x))}}}
（EIO-2是EIO-1的等价形式。）

#### 第3格
- AAI（Darapti）

 所有M是P。

 所有M是S。

∴有些S是P。

（这种形式需要假定有些M确实存在。）
{\displaystyle {\cfrac {{\begin{matrix}\quad \\\quad \\\quad \\\forall x(M(x)\rightarrow P(x))\end{matrix}}\ {\cfrac {{\begin{matrix}\quad \\\forall x(M(x)\rightarrow S(x))\end{matrix}}\quad {\cfrac {\exists xM(x)}{\exists x(M(x)\land M(x))}}}{\cfrac {\exists x(M(x)\land S(x))}{\exists x(S(x)\land M(x))}}}}{\exists x(S(x)\land P(x))}}}
- EAO（Felapton）

 没有M是P。

 所有M是S。

∴有些S不是P。

（这种形式需要假定有些M确实存在。）
{\displaystyle {\cfrac {{\begin{matrix}\quad \\\quad \\\quad \\\forall x(M(x)\rightarrow \lnot P(x))\end{matrix}}\,{\cfrac {{\begin{matrix}\quad \\\forall x(M(x)\rightarrow S(x))\end{matrix}}\quad {\cfrac {\exists xM(x)}{\exists x(M(x)\land M(x))}}}{\cfrac {\exists x(M(x)\land S(x))}{\exists x(S(x)\land M(x))}}}}{\exists x(S(x)\land \lnot P(x))}}}
- AII（Datisi）

 所有M是P。

 有些M是S。

∴有些S是P。
{\displaystyle {\cfrac {{\begin{matrix}\quad \\\forall x(M(x)\rightarrow P(x))\end{matrix}}\qquad {\cfrac {\exists x(M(x)\land S(x))}{\exists x(S(x)\land M(x))}}}{\exists x(S(x)\land P(x))}}}
（AII-3是AII-1的等价形式。）
- EIO（Ferison）

 没有M是P。

 有些M是S。

∴有些S不是P。
{\displaystyle {\cfrac {{\begin{matrix}\quad \\\forall x(M(x)\rightarrow \lnot P(x))\end{matrix}}\quad {\cfrac {\exists x(M(x)\land S(x))}{\exists x(S(x)\land M(x))}}}{\exists x(S(x)\land \lnot P(x))}}}
（EIO-3是EIO-1的等价形式。）
- IAI（Disamis）

 有些M是P。

 所有M是S。

∴有些S是P。
{\displaystyle {\cfrac {\cfrac {{\cfrac {\exists x(M(x)\land P(x))}{\exists x(P(x)\land M(x))}}\qquad {\begin{matrix}\quad \\\forall x(M(x)\rightarrow S(x))\end{matrix}}}{\forall x(M(x)\rightarrow S(x))\qquad \exists x(P(x)\land M(x))}}{\cfrac {\exists x(P(x)\land S(x))}{\exists x(S(x)\land P(x))}}}}
（IAI-3是IAI-4的等价形式。）
- OAO（Bocardo）

 有些M不是P。

 所有M是S。

∴有些S不是P。
{\displaystyle {\cfrac {\cfrac {{\cfrac {\exists x(M(x)\land \lnot P(x))}{\exists x((\lnot P(x))\land M(x))}}\quad {\begin{matrix}\quad \\\forall x(M(x)\rightarrow S(x))\end{matrix}}}{\forall x(M(x)\rightarrow S(x))\quad \exists x((\lnot P(x))\land M(x))}}{\cfrac {\exists x((\lnot P(x))\land S(x))}{\exists x(S(x)\land \lnot P(x))}}}}
（这种形式还有其他推导方法。）

### 增补的论式
第4格由亞里士多德的學生泰奧弗拉斯托斯補充。

#### 第4格
- AAI（Bamalip）

 所有P是M。

 所有M是S。

∴有些S是P。

（这种形式需要假定有些P确实存在。）
{\displaystyle {\cfrac {{\cfrac {\cfrac {\forall x(P(x)\rightarrow M(x))\qquad \forall x(M(x)\rightarrow S(x))}{\forall x(M(x)\rightarrow S(x))\qquad \forall x(P(x)\rightarrow M(x))}}{\forall x(P(x)\rightarrow S(x))}}\quad {\cfrac {\exists xP(x)}{\exists x(P(x)\land P(x))}}}{\cfrac {\exists x(P(x)\land S(x))}{\exists x(S(x)\land P(x))}}}}
- EAO（Fesapo）

 没有P是M。

 所有M是S。

∴有些S不是P。

（这种形式需要假定有些M确实存在。）
{\displaystyle {\cfrac {{\begin{matrix}\quad \\\quad \\{\cfrac {\forall x(P(x)\rightarrow \lnot M(x))}{\forall x(M(x)\rightarrow \lnot P(x))}}\end{matrix}}\,{\cfrac {{\begin{matrix}\quad \\\forall x(M(x)\rightarrow S(x))\end{matrix}}\quad {\cfrac {\exists xM(x)}{\exists x(M(x)\land M(x))}}}{\cfrac {\exists x(M(x)\land S(x))}{\exists x(S(x)\land M(x))}}}}{\exists x(S(x)\land \lnot P(x))}}}
（EAO-4是EAO-3的等价形式。）
- AEE（Calemes）

 所有P是M。

 没有M是S。

∴没有S是P。
{\displaystyle {\cfrac {\cfrac {\forall x(P(x)\rightarrow M(x))\qquad \forall x(M(x)\rightarrow \lnot S(x))}{\forall x(M(x)\rightarrow \lnot S(x))\qquad \forall x(P(x)\rightarrow M(x))}}{\cfrac {\forall x(P(x)\rightarrow \lnot S(x))}{\forall x(S(x)\rightarrow \lnot P(x))}}}}
- EIO（Fresison）

 没有P是M。

 有些M是S。

∴有些S不是P。
{\displaystyle {\cfrac {{\cfrac {\forall x(P(x)\rightarrow \lnot M(x))}{\forall x(M(x)\rightarrow \lnot P(x))}}\qquad {\cfrac {\exists x(M(x)\land S(x))}{\exists x(S(x)\land M(x))}}}{\exists x(S(x)\land \lnot P(x))}}}
（EIO-4是EIO-1的等价形式。）
- IAI（Dimaris）

 有些P是M。

 所有M是S。

∴有些S是P。
{\displaystyle {\cfrac {\cfrac {\exists x(P(x)\land M(x))\qquad \forall x(M(x)\rightarrow \ S(x))}{\forall x(M(x)\rightarrow \ S(x))\qquad \exists x(P(x)\land M(x))}}{\cfrac {\exists x(P(x)\land S(x))}{\exists x(S(x)\land P(x))}}}}

#### 结论弱化的论式
歷史上，AAI-3、EAO-3、AAI-4、EAO-4的拉丁語名字中有字母“p”，用来指示出这些论式通過引入了某个词项确实有元素存在的前提，将一个A命题弱化成了I命题。后人认为它們不是直言的即不是无条件的，这个问题被称为存在性引入问题。
在假定结论的主词确定有成员存在的前提下，可将论式中的结论A弱化为结论I，结论E弱化为结论O，它们也可以被增补为有效论式，从而得到所有可能的24有效论式。结论弱化论式有5个：AAI-1（Barbari），即弱化的AAA-1；EAO-1（Celaront），即弱化的EAE-1；AEO-2（Camestros），即弱化的AEE-2；EAO-2（Cesaro），即弱化的EAE-2；AEO-4（Calemos），即弱化的AEE-4。AAI-1的结论同于AII-1的结论，EAO-1、EAO-2的结论同于EIO-1的结论，AEO-2、AEO-4的结论同于AOO-2的结论，需要注意结论弱化论式原来的结论依然成立。

### 谓词演算公式的注解
按照布尔逻辑和集合代数的观点，三段论可以解释为：集合（类）{\displaystyle \,S\,}和集合{\displaystyle \,M\,}有某种二元关系，并且集合{\displaystyle \,M\,}和集合{\displaystyle \,P\,}有某种二元关系，从而推论出集合{\displaystyle \,S\,}和集合{\displaystyle \,P\,}是否存在进而为何种可确定的二元关系。两个集合之间的二元关系用直言命题可确定的有四种：
- A（全称肯定）命题：所有{\displaystyle \,M\,}的元素是{\displaystyle \,N\,}的元素，确定了{\displaystyle \,M\,}“包含于”{\displaystyle \,N\,}的关系，{\displaystyle \,M\,}是{\displaystyle \,N\,}的子集，{\displaystyle \,N\,}是{\displaystyle \,M\,}的超集，这是一种偏序关系，{\displaystyle \,L\,}包含于{\displaystyle \,M\,}，並且{\displaystyle \,M\,}包含于{\displaystyle \,N\,}，則{\displaystyle \,L\,}包含于{\displaystyle \,N\,}。A命题允许两个推理方向，从元素属于{\displaystyle \,M\,}推出它属于{\displaystyle \,N\,}，从元素不属于{\displaystyle \,N\,}推出它不属于{\displaystyle \,M\,}。A命题确定了{\displaystyle \,M\,}减{\displaystyle \,N\,}的差集是空集。
- E（全称否定）命题：所有{\displaystyle \,M\,}的元素不是{\displaystyle \,N\,}的元素，确定了{\displaystyle \,M\,}和{\displaystyle \,N\,}是“无交集”的关系，这是一种对称关系，{\displaystyle \,M\,}无交集于{\displaystyle \,N\,}，同于{\displaystyle \,N\,}无交集于{\displaystyle \,M\,}。E命题允许两个推理方向，从元素属于{\displaystyle \,M\,}推出它不属于{\displaystyle \,N\,}，从元素属于{\displaystyle \,N\,}推出它不属于{\displaystyle \,M\,}。E命题确定了{\displaystyle \,M\,}与{\displaystyle \,N\,}的交集是空集。
- I（特称肯定）命题：有些{\displaystyle \,M\,}的元素是{\displaystyle \,N\,}的元素，确定了{\displaystyle \,M\,}和{\displaystyle \,N\,}是“有交集”的关系，这是一种对称关系，{\displaystyle \,M\,}有交集于{\displaystyle \,N\,}，同于{\displaystyle \,N\,}有交集于{\displaystyle \,M\,}。I命题确定了{\displaystyle \,M\,}与{\displaystyle \,N\,}的交集不是空集。
- O（特称否定）命题：有些{\displaystyle \,M\,}的元素不是{\displaystyle \,N\,}的元素，确定了{\displaystyle \,M\,}“不包含于”{\displaystyle \,N\,}的关系。O命题确定了{\displaystyle \,M\,}减{\displaystyle \,N\,}的差集不是空集。

两个全称命题可以推出一个新的全称命题，一个全称命题和一个特称命题可以推出一个新的特称命题，两个特称命题无法推理。A命题可以和所有四种命题組合。E命题还可以和I命题組合，两个否定命题和IE组合，不能得出屬於四種命題之一的結論。故而有效的論式，要在AA、AE、EA、AI、IA、AO、OA、EI這8種組合乘以4種格，共32種情況中找出。
AA组合中AAA-1是直接推出的；第4格AA組合推论出谓词包含於主词的关系，这不是四种命题之一，只能在谓词确实有元素存在的前提下弱化为AAI-4。AE组合中AEE-4是直接推出的，EA组合中EAE-1是直接推出的。第3格AA組合和EA組合，在中項確定有元素存在的前提下，形成AAI-3和EAO-3。AAA-1、AAI-4、AAI-3没有等价者。通過對換其前提E命題中主詞和謂詞的位置，從AEE-4得出其等價者AEE-2，從EAE-1的得出其等價者EAE-2，從EAO-3得出其等價者EAO-4。
AII-1、IAI-4是直接推出的，通過對換其前提I命題中主詞和謂詞的位置，從AII-1得出其等價者AII-3，從IAI-4得出其等價者IAI-3。AOO-2和OAO-3在歷史上採用了反證法，这里采用了直接推理中的“对置法”，AOO-2、OAO-3沒有等價者。EIO-1是直接推出的，通過對換其前提E命题及/或I命題中主詞和謂詞的位置，從EIO-1得出其等價者EIO-2、EIO-3、EIO-4。

## 24論式圖示
下表以文氏圖展示24個有效直言三段論，不同欄表示不同的前提，不同外框顏色表示不同的結論，需要存在性預設的推理以虛線與斜體字標示。
| 格 | A ∧ A   |         | A ∧ E     |           |          |          | A ∧ I  |         | A ∧ O  |         | E ∧ I    |
| 格 | AAA     | AAI     | AEE       | AEO       | EAE      | EAO      | AII    | IAI     | AOO    | OAO     | EIO      |
| 1  | Barbara | Barbari |           |           | Celarent | Celaront | Darii  |         |        |         | Ferio    |
| 2  |         |         | Camestres | Camestros | Cesare   | Cesaro   |        |         | Baroco |         | Festino  |
| 3  |         | Darapti |           |           |          | Felapton | Datisi | Disamis |        | Bocardo | Ferison  |
| 4  |         | Bamalip | Calemes   | Calemos   |          | Fesapo   |        | Dimatis |        |         | Fresison |

## 註解
1. ↑  中国社会科学院语言研究所词典编辑室.  2016年9月第七版. 商务印书馆. 2016: 1121-1122  [2020-07-05]. ISBN 978-7-100-12450-8 （中文（大陆简体））. .......【三段论】.......由大前提和小前提推出结论。如“凡金属都能导电”（大前提），“铜是金属”（小前提），“所以铜能导电”（结论）。.......
2. ↑  这个论式还可以推导为：

{\displaystyle {\cfrac {{\cfrac {\cfrac {\forall x(P(x)\rightarrow M(x))}{\forall x(P(x)\rightarrow \lnot (\lnot M(x)))}}{\forall x((\lnot M(x))\rightarrow \lnot P(x))}}\quad {\cfrac {\forall x(S(x)\rightarrow \lnot M(x))}{\forall x(S(x)\rightarrow (\lnot M(x)))}}}{\forall x(S(x)\rightarrow \lnot P(x))}}}
3. ↑  这个论式还可以采用反证法来推导：

{\displaystyle {\begin{aligned}&{\cfrac {{\cfrac {{\begin{matrix}\quad \\\forall x(P(x)\rightarrow M(x))\end{matrix}}\quad {\cfrac {\lnot (\exists x(S(x)\land \lnot P(x)))}{\forall x(S(x)\rightarrow P(x))}}}{\forall x(S(x)\rightarrow M(x))}}\quad {\cfrac {\exists x(S(x)\land \lnot M(x))}{\exists x((\lnot M(x))\land S(x))}}}{\cfrac {\exists x((\lnot M(x))\land M(x))}{\bot }}}\\\implies &{\cfrac {\forall x(P(x)\rightarrow M(x))\qquad \exists x(S(x)\land \lnot M(x))}{\exists x(S(x)\land \lnot P(x))}}\end{aligned}}}
4. ↑  直接結論是：所有M是P且S。

{\displaystyle {\cfrac {{\cfrac {\cfrac {\forall x(M(x)\rightarrow P(x))\qquad \forall x(M(x)\rightarrow S(x))}{\forall x(M(x)\rightarrow (P(x)\land S(x)))}}{\forall x(M(x)\rightarrow (S(x)\land P(x)))}}\qquad {\begin{matrix}\quad \\\exists xM(x)\end{matrix}}}{\exists x(S(x)\land P(x))}}}
5. ↑  直接結論是：所有M是S且非P。

{\displaystyle {\cfrac {{\cfrac {\cfrac {\forall x(M(x)\rightarrow \lnot P(x))\qquad \forall x(M(x)\rightarrow S(x))}{\forall x(M(x)\rightarrow ((\lnot P(x))\land S(x)))}}{\forall x(M(x)\rightarrow (S(x)\land \lnot P(x)))}}\quad {\begin{matrix}\quad \\\exists xM(x)\end{matrix}}}{\exists x(S(x)\land \lnot P(x))}}}
6. ↑  这个论式还可以采用反证法来推导：

{\displaystyle {\begin{aligned}&{\cfrac {{\cfrac {{\cfrac {\lnot (\exists x(S(x)\land \lnot P(x)))}{\forall x(S(x)\rightarrow P(x))}}\quad {\begin{matrix}\quad \\\forall x(M(x)\rightarrow S(x))\end{matrix}}}{\forall x(M(x)\rightarrow P(x))}}\quad {\cfrac {\exists x(M(x)\land \lnot P(x))}{\exists x((\lnot P(x))\land M(x))}}}{\cfrac {\exists x((\lnot P(x))\land P(x))}{\bot }}}\\\implies &{\cfrac {\exists x(M(x)\land \lnot P(x))\qquad \forall x(M(x)\rightarrow S(x))}{\exists x(S(x)\land \lnot P(x))}}\end{aligned}}}
7. ↑  在亞里士多德《前分析篇》裡關於AEE-2的論證中，對小前提進行對換主詞與謂詞位置之後，得出第4格的AEE-4，亞里士多德稱之為再次得到了第1格，沒有因為大項和小項位置顛倒而專門稱之為第4格。在亞里士多德的定義中第1格為中項既是一個前提的主詞又是另一個前提的謂詞。第4格中有4個論式是其他格的等價形式、1個論式是結論弱化形式，因此亞里士多德三段論體系並無缺失。
8. ↑  直接結論是：所有M是S且非P。

{\displaystyle {\cfrac {{\cfrac {\cfrac {{\cfrac {\forall x(P(x)\rightarrow \lnot M(x))}{\forall x(M(x)\rightarrow \lnot P(x))}}\qquad {\begin{matrix}\quad \\\forall x(M(x)\rightarrow S(x))\end{matrix}}}{\forall x(M(x)\rightarrow ((\lnot P(x))\land S(x)))}}{\forall x(M(x)\rightarrow (S(x)\land \lnot P(x)))}}\quad {\begin{matrix}\quad \\\exists xM(x)\end{matrix}}}{\exists x(S(x)\land \lnot P(x))}}}

## 引用
- Aristotle, Prior Analytics. transl. Robin Smith（Hackett, 1989）ISBN 0-87220-064-7.
- Blackburn, Simon, 1996. "Syllogism" in the Oxford Dictionary of Philosophy. Oxford University Press. ISBN 0-19-283134-8.
- Broadie, Alexander, 1993. Introduction to Medieval Logic. Oxford University Press. ISBN 0-19-824026-0.
- Irving Copi, 1969. Introduction to Logic, 3rd ed. Macmillan Company.
- Hamblin, Charles L., 1970. Fallacies, Methuen : London, ISBN 0-416-70070-5. Cf. on validity of syllogisms: "A simple set of rules of validity was finally produced in the later Middle Ages, based on the concept of Distribution.“
- Jan Łukasiewicz, 1987 (1957). Aristotle's Syllogistic from the Standpoint of Modern Formal Logic. New York: Garland Publishers. ISBN 0824069242. OCLC 15015545.

## 外部連結
- Robin Smith. . 扎尔塔, 爱德华·N  (编). .
- Terence Parsons. . 扎尔塔, 爱德华·N  (编). .
- Henrik Lagerlund. . 扎尔塔, 爱德华·N  (编). .
- Aristotle's Prior Analytics: the Theory of Categorical Syllogism （页面存档备份，存于） an annotated bibliography on Aristotle's syllogistic
- Abbreviatio Montana （页面存档备份，存于） article by Prof. R. J. Kilcullen of Macquarie University on the medieval classification of syllogisms.
- The Figures of the Syllogism （页面存档备份，存于） is a brief table listing the forms of the syllogism.
- www.fibonicci.co.uk/syllogisms some fun syllogism tests/quizzes
- Syllogistic Reasoning in Buddhism - Example & Worksheet